# Чатхуранга Санжіва
Едірісурія Араччілаж Чатхуранга Санжіва або просто Чатхуранга Санжіва (нар. 6 липня 1991) — ланкіський футболіст, півзахисник клубу «Негамбо Юз».

## Клубна кар'єра
У 20 років Санжіва дебютував у Прем'єр-Лізі Шрі-Ланки. З 2011 року він виступає за місцевий клуб «Неві». 1 липня 2017 року підписав контракт з клубом «Негамбо Юз».

## Кар'єра в збірній
За збірну Шрі-Ланки Чатхуранга дебютував в 2013 році в грі проти збірної Афганістану в рамках відбіркового турніру Кубка виклику АФК 2014 року. У 2014 році нападник став капітаном національної команди.

### Голи за збірну
Рахунок та результат збірної Шрі-Ланки знаходиться на першому місці.
| Гол | Дата         | Місце                                   | Суперник  | Рахунок | Результат | Змагання    |
| --- | ------------ | --------------------------------------- | --------- | ------- | --------- | ----------- |
| 1.  | 8 січня 2016 | Шамсул Худа Стедіум, Джессор, Бангладеш | Бангладеш | 2–3     | 2–4       | товариський |